# چد دنلا
چَد دنـِـلا (انگلیسی: Chad Donella؛ زادهٔ ۱۸ مهٔ ۱۹۷۸) بازیگر اهل کانادا است. وی از سال ۱۹۹۶ میلادی تاکنون مشغول فعالیت بوده‌است.

## گزیدهٔ آثار

### سینما
- ربوده‌شده ۳ (۲۰۱۴)
- اره ۷[۲] (۲۰۱۰)
- شیشه شکسته (۲۰۰۳)
- مقصد نهایی (۲۰۰۰)
- رفتار آزاردهنده[۳] (۱۹۹۸)
- بوسه طولانی شب‌بخیر (۱۹۹۶)

### تلویزیون
- نقطه کور (۲۰۲۰-۲۰۱۶)
- رسوایی (۲۰۱۵)
- ادراک (۲۰۱۴)
- استخوان‌ها (۲۰۱۴)
- کسل (۲۰۱۳)
- مرز جنون (۲۰۱۲)
- پلیس‌های تازه‌کار (۲۰۱۰)
- اسمالویل (۲۰۱۰)
- لاست (۲۰۱۰)
- نظم و قانون: واحد قربانیان ویژه (۲۰۱۰)
- سی‌اس‌آی: میامی (۲۰۰۸)
- نجواگر روح (۲۰۰۷)
- بدون هیچ ردی (۲۰۰۵)
- ان‌سی‌آی‌اس (۲۰۰۵)
- سی‌اس‌آی (۲۰۰۵)
- پرونده سرد (۲۰۰۴)
- مانک (۲۰۰۳)
- مشیت (۲۰۰۲)
- اسمالویل (۲۰۰۱ و ۲۰۱۰)
- پرونده‌های ایکس (۱۹۹۹)
- بخش فوریت‌های پزشکی (۱۹۹۸)